# 平柳町 (栃木市)

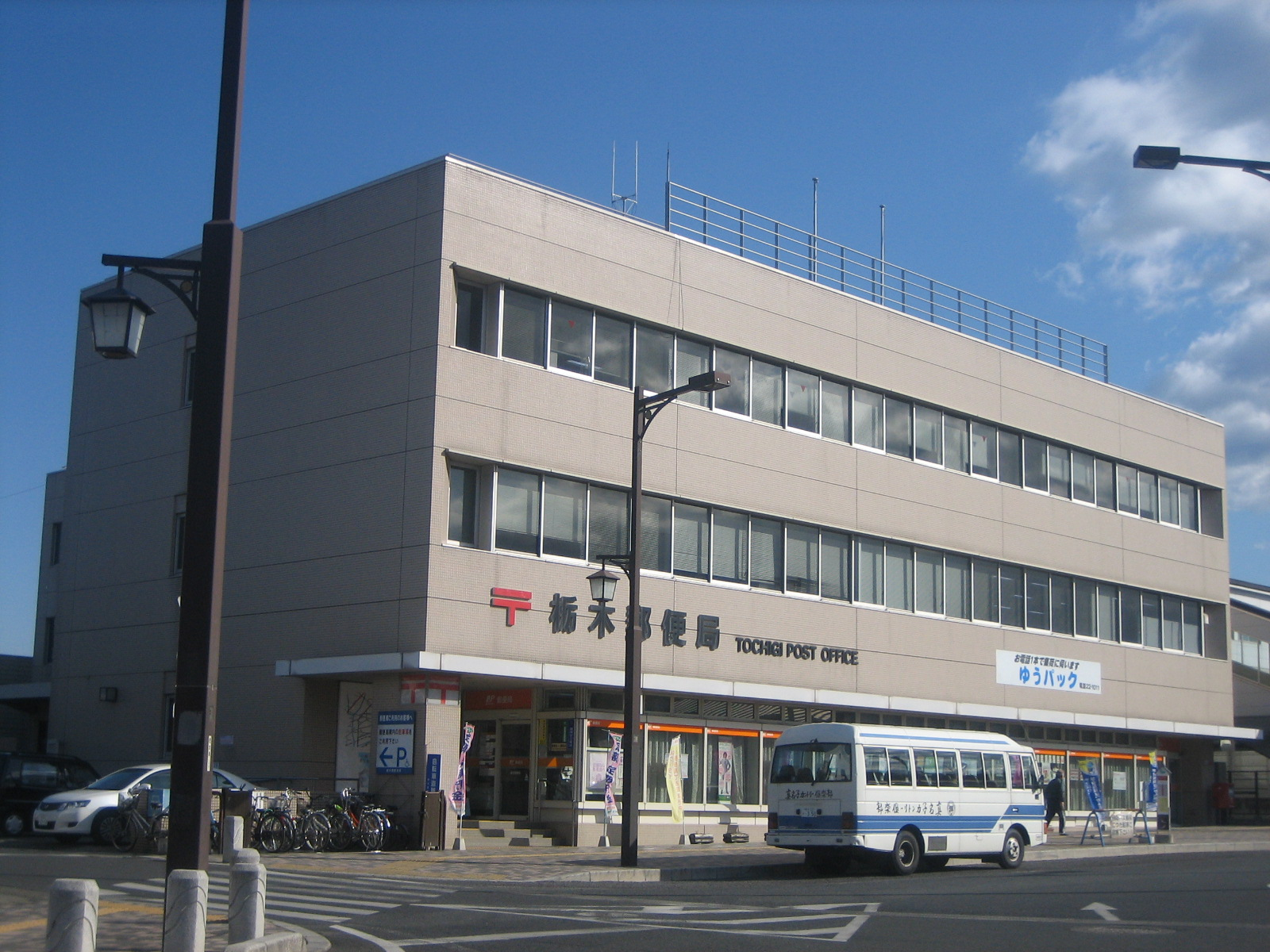
栃木郵便局

平柳町（ひらやなぎまち）は、栃木県栃木市の町名。一丁目から三丁目まである。郵便番号は328-0012。 
　

## 地理
大宮地区北西部に位置し、東は大宮町、西は大町・昭和町・泉町、南は日ノ出町・今泉町、北は都賀町合戦場と接している。

## 世帯数と人口
2017年（平成29年）8月31日現在の世帯数と人口は以下の通りである。
| 丁目         | 世帯数    | 人口    |
| ------------ | --------- | ------- |
| 平柳町一丁目 | 746世帯   | 1,767人 |
| 平柳町二丁目 | 805世帯   | 1,609人 |
| 平柳町三丁目 | 644世帯   | 1,537人 |
| 計           | 2,195世帯 | 4,913人 |

## 施設
公共
- 新栃木駅
- 栃木地区広域行政事務組合
- 栃木市消防本部
- 栃木市消防署
- 新栃木コミュニティ会館

教育
- ハイテックビューティー専門学校

郵便
- 栃木郵便局
- 栃木平柳郵便局

商業
- 東京インテリア栃木店
- マクドナルド環状線栃木店
- カワチ薬品平柳店
- 日産プリンス栃木 栃木店
- 北関東マツダ栃木店
- ネッツトヨタ栃木店
- オートバックス栃木店
- カンセキ栃木店
- 眼鏡市場栃木平柳店
- セブンイレブン栃木平柳店、栃木市泉町店

その他
- 東武鉄道南栗橋車両管区新栃木出張所

## 交通

### 鉄道
東武鉄道
■日光線・■宇都宮線
- 新栃木駅

### バス
蔵の街観光バス
■蔵の街循環「のらっせ号」
- (10) 日ノ出町五差路北 - (11) 新栃木駅前 - (12) 新栃木駅西

### 道路
主要地方道
- 栃木県道2号宇都宮栃木線（宇都宮街道）
- 栃木県道3号宇都宮亀和田栃木線（蔵の街大通り・日光例幣使街道）
- 栃木県道44号栃木二宮線（小金井街道）

一般県道
- 栃木県道117号新栃木停車場線
- 栃木県道309号栃木環状線（栃木バイパス）

## 小・中学校の学区
市立小・中学校に通う場合、学区は以下の通りとなる。
| 丁目   | 番地 | 小学校                 | 中学校               |
| ------ | ---- | ---------------------- | -------------------- |
| 一丁目 | 全域 | 栃木市立栃木第三小学校 | 栃木市立栃木東中学校 |
| 二丁目 | 全域 | 栃木市立大宮北小学校   | 栃木市立東陽中学校   |
| 三丁目 | 全域 | 栃木市立大宮北小学校   | 栃木市立東陽中学校   |